# Deidamia (Plantae)
Deidamia je rod iz porodice Passifloraceae, iz tribusa Passifloreae.
U ovaj rod spadaju vrste:
- Deidamia alata Thouars
- Deidamia bipinnata Tul.
- Deidamia commersoniana DC.
- Deidamia setigera Tul.
- Deidamia thompsoniana DC.